# Ahnatal
Ahnatal ist eine Gemeinde im nordhessischen Landkreis Kassel. Der Verwaltungssitz befindet sich im Ortsteil Weimar.

## Geografie

### Geografische Lage
Ahnatal liegt nördlich des Hohen Habichtswaldes bzw. am Nordrand des Naturparks Habichtswald. Die Gemeinde befindet sich nordwestlich von Kassel bzw. westlich von Vellmar und wird von der Ahne durchflossen. Ahnatal wird von mehreren Bergen umrahmt. Im Westen erhebt sich der Hohe Dörnberg, im Norden der Stahlberg und im Süden die Firnskuppe.

### Nachbargemeinden
Ahnatal grenzt im Norden an die Gemeinde Calden, im Nordosten an die Gemeinde Espenau, im Osten an die Stadt Vellmar (alle drei im Landkreis Kassel), im Süden an die kreisfreie Stadt Kassel, im Südwesten an die Gemeinde Habichtswald, sowie im Westen an die Stadt Zierenberg (beide im Landkreis Kassel).

### Gliederung
Ahnatal besteht aus den Ortsteilen Heckershausen und Weimar.
Zwischen den beiden Ortsteilen ist nach der Gebietsreform 1972 das Wohngebiet Kammerberg entstanden.

## Geschichte
Am 1. August 1972 wurden die beiden ehemals eigenständigen Gemeinden Heckershausen und Weimar, im Zuge der Gebietsreform in Hessen, kraft Landesgesetz zur Großgemeinde Ahnatal zusammengeschlossen.

### Vorgeschichte
Erste Funde menschlicher Besiedlung stammen aus dem 4. Jahrhundert vor Christus.

## Politik

### Gemeindevertretung
Die Kommunalwahl am 14. März 2021 lieferte folgendes Ergebnis, in Vergleich gesetzt zu früheren Kommunalwahlen:
| Stadtverordnetenversammlung – Kommunalwahlen 2021 | Stadtverordnetenversammlung – Kommunalwahlen 2021                       |
| --- | ----------------------------------------------------------------------- |
| Stimmenanteil in %Wahlbeteiligung 55,5 % 50403020100 41,9 (+3,4)31,2 (−2,2)20,0 (+3,3)6,9 (n. k.)n. k. (−5,8)n. k. (−5,5) SPDCDUGrüneFWGLWGeZiAf20162021Anmerkungen:e Liberale Wählergemeinschaft Ahnatalf Zukunftsinitiative Ahnatal | SitzverteilungInsgesamt 23 Sitze - SPD: 10 - Grüne: 4 - FWG: 2 - CDU: 7 |

| Parteien und Wählergemeinschaften | Parteien und Wählergemeinschaften           | % 2021 | Sitze 2021 | % 2016 | Sitze 2016 | % 2011 | Sitze 2011 | % 2006 | Sitze 2006 | % 2001 | Sitze 2001 |
| SPD                               | Sozialdemokratische Partei Deutschlands     | 41,9   | 10         | 38,5   | 9          | 42,6   | 13         | 46,3   | 15         | 47,7   | 15         |
| CDU                               | Christlich Demokratische Union Deutschlands | 31,2   | 7          | 33,4   | 8          | 30,4   | 10         | 26,7   | 8          | 25,1   | 8          |
| Grüne                             | Bündnis 90/Die Grünen                       | 20,0   | 4          | 16,7   | 4          | 23,0   | 7          | 20,3   | 6          | 22,7   | 7          |
| FWG                               | Freie Wählergemeinschaft                    | 6,9    | 2          | —      | —          | —      | —          | —      | —          | —      | —          |
| LWG                               | Liberale Wählergemeinschaft Ahnatal         | —      | —          | 5,8    | 1          | 4,0    | 1          | 6,7    | 2          | 4,5    | 1          |
| ZiA                               | Zukunftsinitiative Ahnatal                  | —      | —          | 5,5    | 1          | —      | —          | —      | —          | —      | —          |
| Gesamt                            | Gesamt                                      | 100,0  | 23         | 100,0  | 23         | 100,0  | 31         | 100,0  | 31         | 100,0  | 31         |
| Wahlbeteiligung in %              | Wahlbeteiligung in %                        | 55,5   | 55,5       | 56,6   | 56,6       | 59,2   | 59,2       | 55,9   | 55,9       | 59,2   | 59,2       |

### Bürgermeister
Nach der hessischen Kommunalverfassung wird der Bürgermeister für eine sechsjährige Amtszeit gewählt, seit dem Jahr 1993 in einer Direktwahl, und ist Vorsitzender des Gemeindevorstands, dem in der Gemeinde Ahnatal neben dem Bürgermeister ehrenamtlich ein Erster Beigeordneter und vier weitere Beigeordnete angehören. Bürgermeister ist seit dem 1. April 2021 Stephan Hänes (SPD). Er erzielte am 22. November 2020 in einer Stichwahl gegen den Amtsinhaber Michael Aufenanger (CDU) bei 52,72 Prozent Wahlbeteiligung Stimmengleichheit mit jeweils 2106 Stimmen und setzte sich erst durch das vom Wahlleiter in der Sitzung des Wahlausschusses gezogene Los durch. Es war das erste Mal, dass der in der Hessischen Gemeindeordnung vorgesehene Losentscheid tatsächlich zur Anwendung kam.
Amtszeiten der Bürgermeister
- 2021–2027 Stephan Hänes (SPD)[10]
- 2009–2021 Michael Aufenanger (CDU)
- 1997–2009 Regina Heldmann (SPD)
- 1973–1997 Karl-Heinz Poetzsch (SPD)
- 1972–1973 Georg Siebenberg (als Staatsbeauftragter, zuvor Bürgermeister von Heckershausen)

| Jahr           | Wahlbeteiligung in % | Kandidaten          | Partei | Stimmen in % |
| -------------- | -------------------- | ------------------- | ------ | ------------ |
| 2020 Stichwahl | 63,93                | Michael Aufenanger  | CDU    | 50,0         |
| 2020 Stichwahl | 63,93                | Stephan Hänes       | SPD    | 50,0         |
| 2014           | 42,6                 | Michael Aufenanger  | CDU    | 81,5         |
| 2008 Stichwahl | 73,1                 | Michael Aufenanger  | CDU    | 57,0         |
| 2008 Stichwahl | 73,1                 | Regina Heldmann     | SPD    | 43,0         |
| 2008           | 72,0                 | Regina Heldmann     | SPD    | 46,3         |
| 2008           | 72,0                 | Michael Aufenanger  | CDU    | 45,7         |
| 2002           | 85,1                 | Regina Heldmann     | SPD    | 81,1         |
| 1996           | 69,2                 | Regina Heldmann     | SPD    | 55,5         |
| 1996           | 69,2                 | Siegfried Klöver    | CDU    | 30,5         |
| 1996           | 69,2                 | Klaus-Dieter Sänger | LWG    | 14,0         |

### Wappen
| Wappen von Ahnatal | Blasonierung: „Im roten Schild eine silberne heraldische Lilie.“                                                                                  |
| Wappen von Ahnatal | Das Wappen wurde von dem Bad Nauheimer Heraldiker Heinz Ritt gestaltet und am 15. Juni 1978 durch das Hessische Ministerium des Innern genehmigt. |

### Flagge
Die Flagge wurde der Gemeinde am 15. Juni 1978 durch das Hessische Ministerium des Innern genehmigt und wird wie folgt beschrieben:
„Die Flagge der Gemeinde Ahnatal zeigt auf dem außen rot bordierten, im Verhältnis 1:4:1 Weiß - Rot - Weiß gestreiften Flaggentuch im oberen Drittel der roten Mittelbahn eine weiße heraldische Lilie.“

### Partnerschaften
| Partnerschaften der Gemeinde Ahnatal | Partnerschaften der Gemeinde Ahnatal | Partnerschaften der Gemeinde Ahnatal | Partnerschaften der Gemeinde Ahnatal |
| ------------------------------------ | ------------------------------------ | ------------------------------------ | ------------------------------------ |
| Wisches-Hersbach                     | Frankreich                           | 1990                                 | Frankreich                           |
| Burgstädt                            | Sachsen                              | 1990                                 | Sachsen                              |
| Krummnußbaum                         | Österreich                           | 1996                                 | Osterreich                           |

## Verkehr
Ahnatal verfügt über drei Haltepunkte an der Bahnstrecke Volkmarsen–Vellmar-Obervellmar: Ahnatal-Weimar, Ahnatal-Heckershausen und Ahnatal Casselbreite. Es verkehren Züge der RegioTram Kassel. Zwischen Kassel Wilhelmshöhe und dem Bahnhof Ahnatal-Weimar verkehrt die Regionalbahn 4 in 12 Minuten – mit nur einem Halt in Obervellmar. Ahnatal liegt im Verbundgebiet des NVV. Weiterhin besteht die Buslinie Ahnatal–Vellmar–Kassel. Zudem gibt es eine zweite Buslinie, Linie 49, welche als reiner Ortsbus geführt wird und kostenfrei nutzbar ist. Besonders die A 44 und die B 7, B 83 und B 251, welche zum Beispiel den Bereich Kassel kreuzen, sind in meist kurzer Zeit erreichbar. Der Regionalflughafen Kassel-Calden ist ca. 10 Autominuten entfernt.

## Sehenswürdigkeiten
- Dörnberg – gute Aussichtsmöglichkeit (mit Segelflugplatz)
- Schloss Wilhelmsthal – Rokokoschloss
- Am Rand des Ortsteils Weimar liegt das Freizeitgelände Bühl, ein ehemaliger Basaltsteinbruch, der durch Funde von gediegenem Eisen um das Jahr 1900 in mineralogischen Kreisen Aufsehen erregte, heutzutage von einem See erfüllt ist und daher zum Baden geeignet ist.
- Das Naturschutzgebiet Keischel bei Weimar (Kalkmagerrasen) ist durch Feldwege erschlossen und daher für Naturbeobachtungen gut geeignet.
- Das Weihnachtshaus.

## Persönlichkeiten
- Gerhard Rübenkönig (* 1942), ehemaliger Bundestagsabgeordneter (1994–2005)
- Winfried Aufenanger (1947–2021), Leichtathletiktrainer
- Axel Schneider (* 1953), Kunst- und Kulturpädagoge
- Fabian Schomburg (* 1991), Handballtorwart
- Helga Steube (* 1935), deutsche Meisterin Luftpistole Auflage (2011), Hessische Meisterin Sportgewehr-Auflage (2011)
- Ulrike Folkerts (* 1961), deutsche Schauspielerin